# 個告
個告（ここく）は、会社、店、商品やサービスなどの価値あるものを産みだした人に焦点をあて、その人の素を引き出し、個客などの特定の個人に知ってもらおうとする活動のこと。個告が個客に伝わることで広告効果となる。
特に利用されるメディアに限定される事なく、その中には人から人へと伝わっていく口コミも含まれる。